# Kvitok
Kvitok (in russo Квиток?) è un insediamento di tipo urbano della Russia, situato nell'Oblast' di Irkutsk.